# Tarring Neville
Tarring Neville är en civil parish i Storbritannien.   Den ligger i grevskapet East Sussex och riksdelen England, i den södra delen av landet, 80 km söder om huvudstaden London.